# Рисунок по-сырому

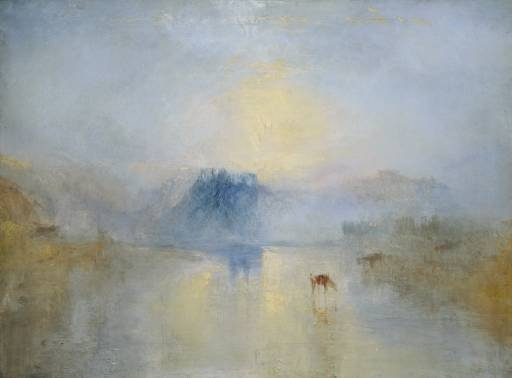
Уильям Тёрнер, ок. 1841, акварель в технике по-сырому

Рисунок по-сырому или «по-мокрому», «мокрым-по-мокрому» фр. travailler dans l’eau — «работать в воде») — техника рисования, когда краска наносится на обильно смоченную водой бумагу, такой способ возможен как в акварельной живописи так и при работе гуашью. Она требует от художника точности в выборе цвета и тона. Даже опытный мастер, работая по мокрой бумаге, не может предвидеть окончательный результат, так как рисунок остаётся «в движении» до полного высыхания. В то же время именно своей непредсказуемостью техника «по-сырому» привлекает многих художников. Также этот метод, дающий возможность легко наносить краски и смывать их при ошибках, не затирая бумагу, позволяет лучше изучить специфику акварельной живописи начинающим. Он часто применяется в комбинации с работой «по-сухому», когда уже по высохшему слою краски наносятся отдельные мазки.
Произведениям, выполненным «по-сырому», свойственна мягкость мазка и неповторимая фактура красочного слоя, которых невозможно добиться ни в какой другой живописной технике. Этот метод живописи особенно подходит для выполнения пейзажей и передачи атмосферных эффектов, дальних планов.

## Техника

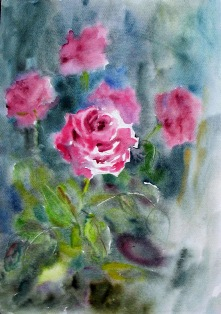
Оболонкова Юлия, «Розы на голубом», акварель в технике по-сырому

Перед нанесением краски лист бумаги смачивается, излишки воды снимаются губкой или ватным тампоном. Иногда можно работать на бумаге, под которую подложена влажная ткань. Тонкую бумагу (весом стопы в 500 листов менее 100 граммов) необходимо растянуть на доске (прикрепляя её клейкой лентой) либо стираторе, чтобы избежать коробления рисунка. Не следует наносить краски, многократно наслаивая их друг на друга, так как их тон получится загрязнённым. Если требуется прописать мелкие детали, необходимо дождаться полного высыхания и работать кистью уже с небольшим количеством краски; возможна также работа на постепенно высыхающем рисунке с переходом от «заливок» к цветовым пятнам с чёткими границами.
Краска наносится быстро, в полную силу, одним касанием. Пигменты разных цветов с водой, нанесённые на мокрую бумагу, не смешиваются до конца, краски «отодвигают» одна другую и «просачиваются» друг в друга, создавая новые неожиданные сочетания. Чтобы избежать потёков, рисунок рекомендуется разместить на горизонтальной поверхности. Однако некоторые художники специально создают потёки, чтобы получить интересные эффекты, для этого подрамник с бумагой наклоняется. Иногда, для ускорения процесса высыхания и закрепления полученных потёков, работу высушивают феном. Элемент случайности всегда очень силён, так как обеспечить полный контроль над процессом движения краски невозможно. Замедлению высыхания красок способствуют добавленные в воду глицерин или мёд, медленнее теряет влагу бумага, растянутая на стираторе.
Существует также мнение, что работа по предварительно смоченной бумаге существенно обедняет акварель из-за невозможности контроля над растекающейся краской и отличается лишь поверхностными эффектами. Создавая архитектурный рисунок, стоит учитывать возможность изображения с использованием этой техники того или иного архитектурного объекта. Некоторые из них требуют «жёсткой» прорисовки границ, в то же время акварель по-сырому открывает безграничные возможности для передачи атмосферных явлений и воздушной перспективы при создании архитектурных композиций (дождь, туман, задние планы, пейзажное окружение).

## Художники, работавшие «по-сырому»
Уильям Тёрнер часто прибегал к технике «мокрым-по-мокрому», когда требовалось выполнить сразу много рисунков. Так он работал над сериями акварелей пейзажных видов, которые предназначались для последующего гравирования. Опытный акварелист, он, по свидетельству очевидца, создавал свои произведения «с удивительной, чудовищной скоростью» и достигал плавных переходов тона и свежести цветов. Художник рисовал одновременно четыре акварели, поочерёдно окуная бумагу с эскизом, закреплённую на рисовальной доске, в ведро с водой и, быстро нанося краску, завершал определённую часть рисунка. В конце уже по высохшей бумаге он прорабатывал крупные и мелкие детали, штриховал, растирал пальцем и даже соскабливал краску. Реализуя свой замысел, Тёрнер никогда не следовал строго одному методу, используя все приёмы из арсенала художника-акварелиста. Следует, однако, отметить, что акварельные краски XIX века приближались по своим свойствам к современной гуаши.
Во второй половине XIX века среди пенсионеров-архитекторов Императорской Академии художеств одним из первых технику «по-мокрому» в области архитектурного рисунка применил М. Месмахер. Его акварель «Вид Кёльнского собора» выполнена так, как рисовали акварелисты уже XX века — свободно, с потёками и очень живописно. Почти весь лист создан «на одном дыхании», автор лишь в нескольких местах прорабатывает архитектуру вторым слоем краски, оставляя обобщёнными задний и передний планы.
Британский акварелист-самоучка и педагог Джон Лидзи (англ. John Lidzey), экспериментируя, нашёл собственный стиль. Он рисовал на гладкой бумаге (горячего прессования), чтобы обеспечить беспрепятственное движение краски, комбинируя техники «мокрое-по-мокрому» и «мокрое-по-сухому». Лидзи ценил именно непредсказуемость результата, но в то же время пытался управлять процессом.
В творческом наследии А. Фонвизина акварели «по-сырому» составляют исключение: обычно художник работал по сухой бумаге кистью большого номера, на которую набирал краску вместе с водой. Лишь иногда он писал по увлажнённой плотной розовой бумаге, загрунтованной белилами, нанося акварель по ещё влажному грунту, добиваясь цельности красочных соединений, «особой бархатистости» цветов. Так была создана его серия работ, посвящённых цирку (1950-е годы). Фонвизин называл эту технику «фресковой».